# Garrot à œil d'or
Bucephala clangula
Espèce
Répartition géographique
- zone de nidification
- aire d'hivernage

Statut de conservation UICN

 LC  : Préoccupation mineure
Le Garrot à œil d'or (Bucephala clangula) est une espèce de canards plongeurs de la famille des Anatidés.

## Description
C'est un canard de 38 à 50 cm de long avec une envergure de 63 à 75 cm, pesant entre 500 et 1 200 g (nette différence entre le mâle et la femelle, respectivement 700 à 1 200 contre 500 à 800).
Il est trapu avec une grosse tête triangulaire et un petit bec. Le mâle a la tête noire avec des reflets vert métallique et une tache ronde et blanche entre le bec et l'œil qui est jaune, à l'origine de son nom. Le dos et l'arrière sont noirs et tout le reste du corps est blanc. En éclipse, le plumage est semblable à celui de la femelle.
La femelle a une tête brun chocolat, un collier et la poitrine blanchâtre. Le reste du corps est gris-brun.
En vol, mâle et femelle ont une tache blanche sur l'aine.

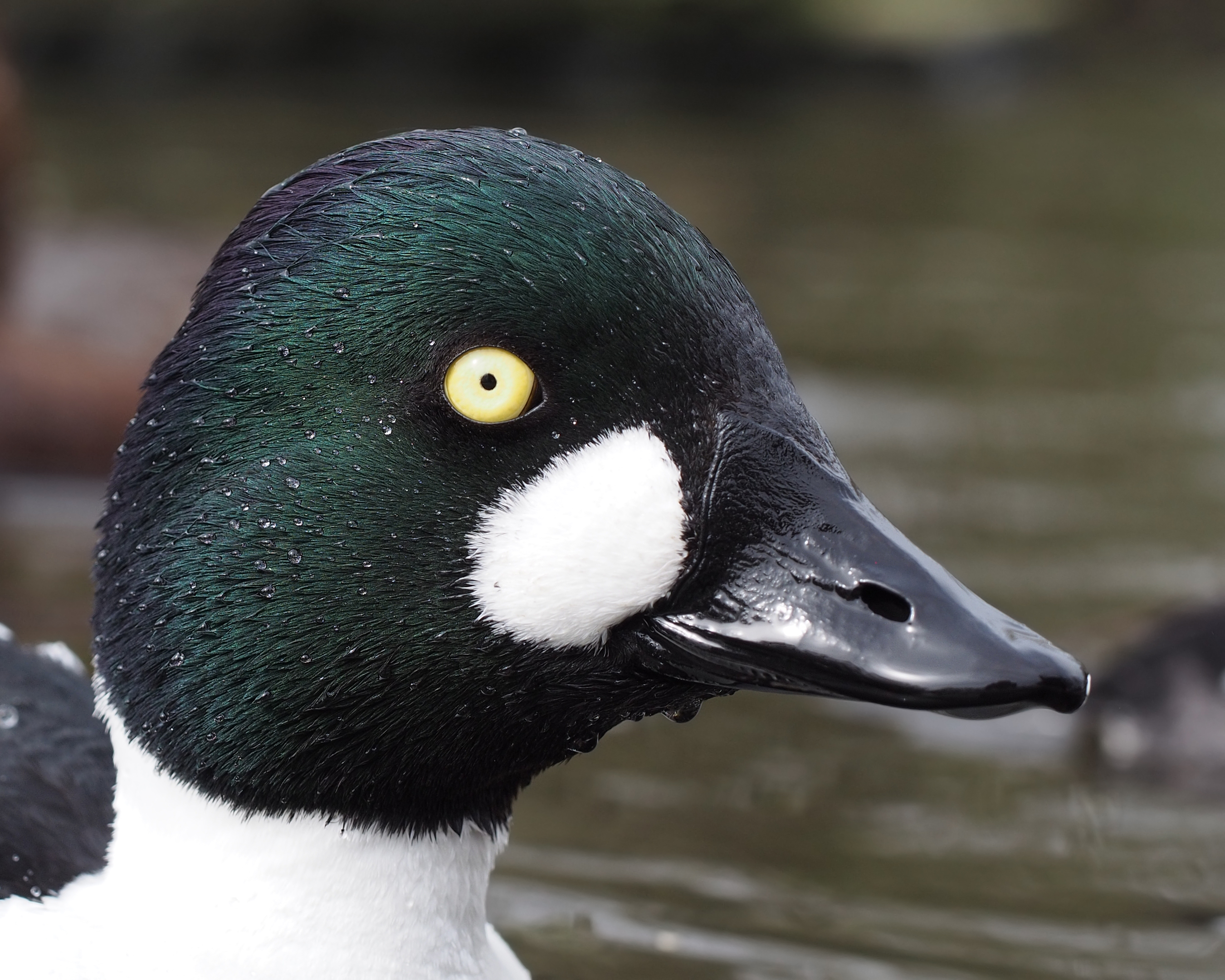
mâle
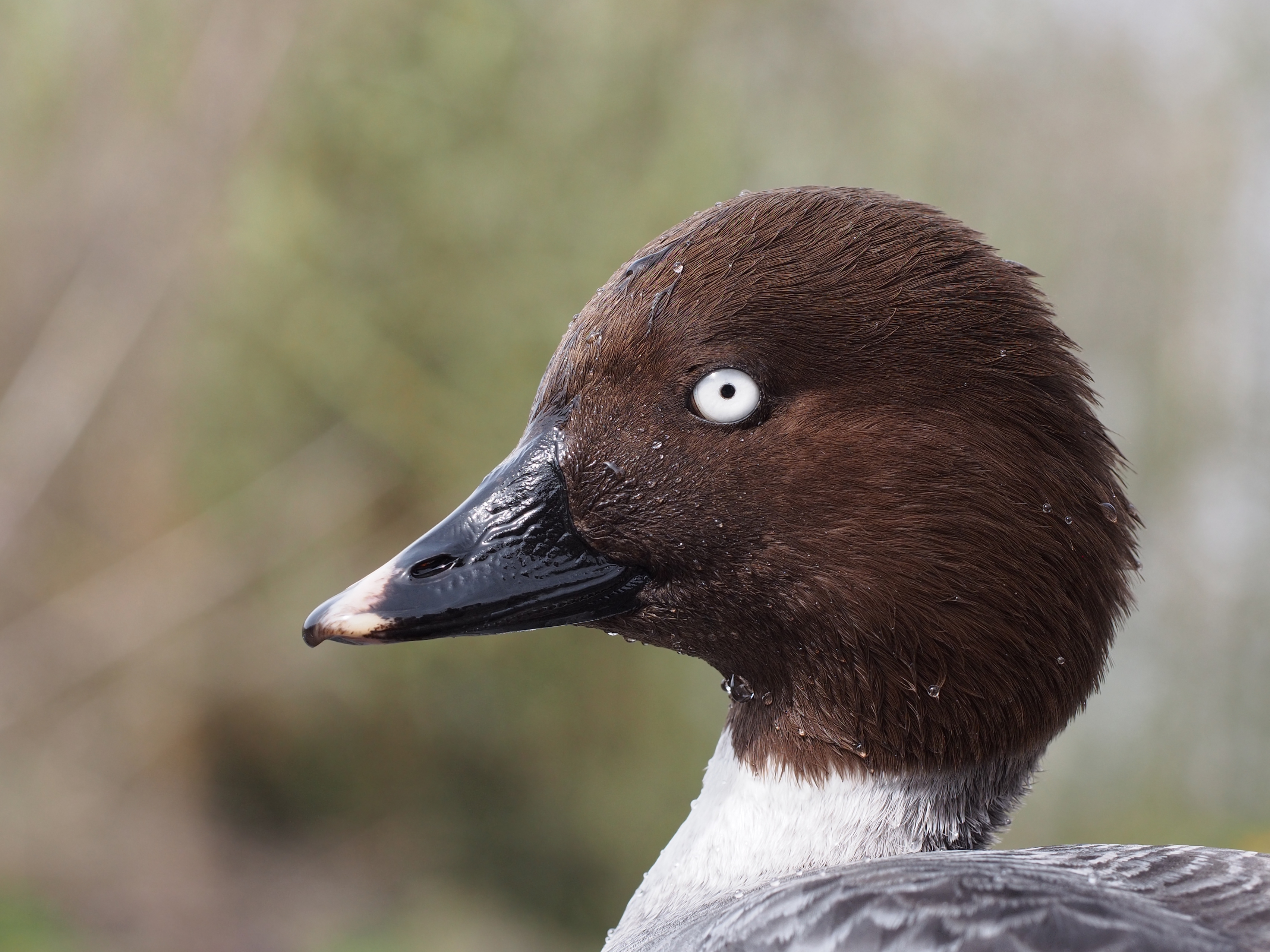
femelle

## Aire de répartition
Le Garrot à œil d'or est largement répandu à travers l'hémisphère nord. En Europe, il niche dans les forêts septentrionales de Scandinavie et du nord de la Russie mais également depuis quelques années en France. On le trouve en Asie jusqu'au Kamtchatka, ainsi qu'au Canada et aux États-Unis.
C'est un migrateur, il hiverne au Sud de manière très dispersée. On le trouve au Danemark, sur la côte sud de la mer du Nord et le nord de la Manche, en Angleterre et en Irlande d'une part, sur la côte méditerranéenne, partie nord-est, mer Adriatique, Grèce et mer Noire d'autre part. On l'observe également dans les étendues d'eau du massif alpin, en Suisse et en France et le long du Rhône jusqu'en Camargue. Il a également été observé aux barrages de l'Eau d'Heure en Wallonie. 

## Habitat
Le garrot à œil d'or fréquente les lacs ou les cours d'eau d'une certaine importance et également les eaux saumâtres ou salées des bords de côtes, d'estuaires et de bras de mer. On le trouve en nombre plus grand sur le bord de mer, la nourriture y étant plus abondante.

## Comportement
C'est un oiseau moins grégaire que les autres canards plongeurs, il est assez farouche. On peut le voir assez souvent seul ou en couple. Fréquentant les mêmes eaux que les fuligules, ils ne se mêlent pas à eux et restent à l'écart.

## Régime alimentaire
C'est un excellent plongeur, la plongée en moyenne de 25 à 35 secondes peut aller jusqu'à 55 secondes. La profondeur variant entre 1 et 7 mètres. Ils sont plutôt carnivores, mollusques, petits crustacés, insectes, larves, vers et petits poissons. Ils peuvent manger des algues, bourgeons, pousses et graines de plantes aquatiques mais dans une moindre mesure.

## Reproduction
La femelle pond une couvée par an un œuf de fin mars à juin. Le nid est dans un trou d'arbre ou dans un ancien nid de pic noir. La cavité est garnie de duvet de la femelle. Elle peut se trouver entre 2,5 et 5 mètres de haut, parfois assez loin de l'eau. Le garrot est fidèle au site de nidification.

## Sous-espèces
Selon la classification de référence du Congrès ornithologique international (version 15.1, 2025) :

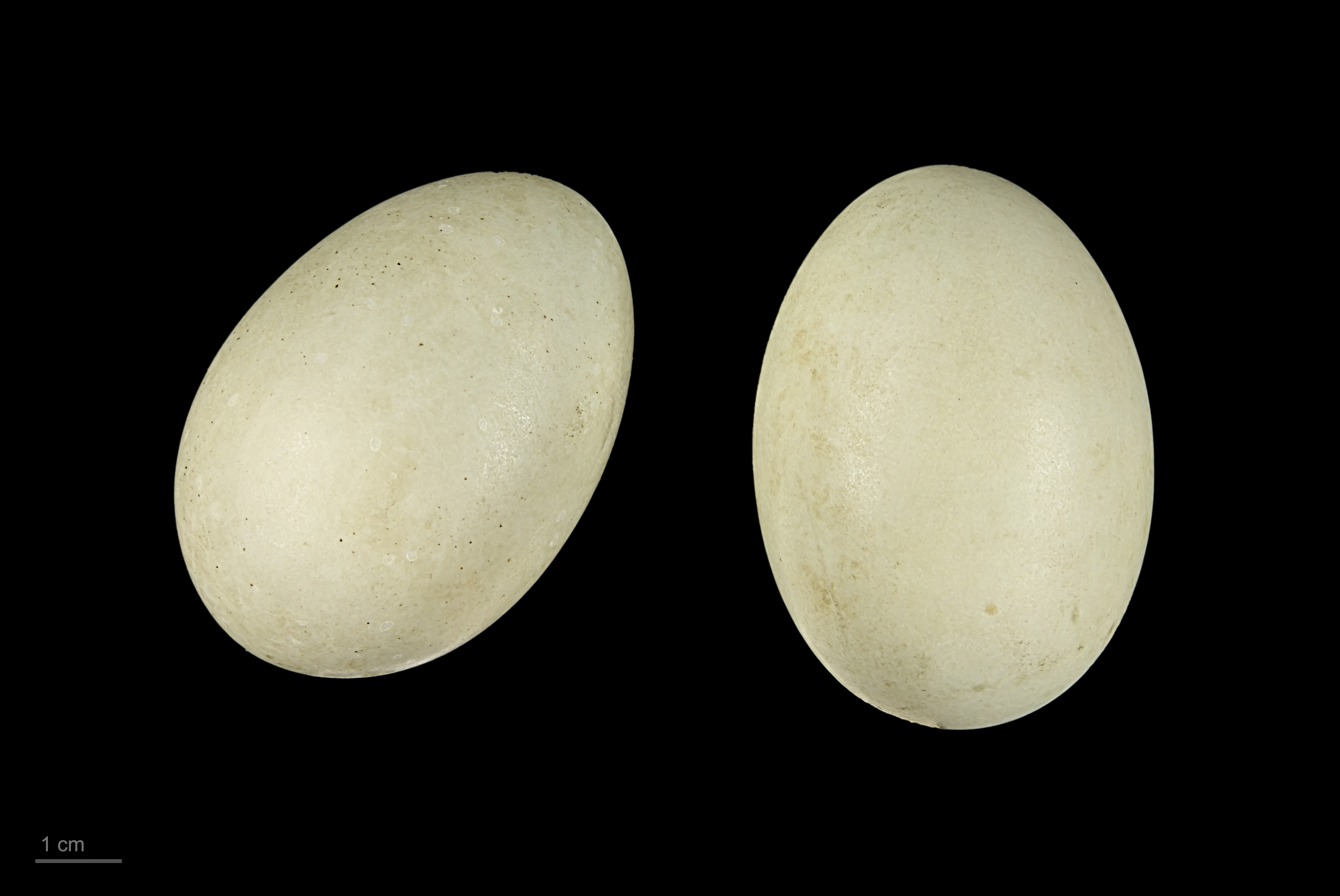
Bucephala clangula - MHNT

- Bucephala clangula clangula (Linnaeus, 1758) — niche dans le nord de l'Eurasie;
- Bucephala clangula americana (Bonaparte, 1838) — niche dans le nord de l'Amérique du Nord.